# Wang Ruisheng
Wang Ruisheng es un deportista chino que compitió en judo. Ganó dos medallas de bronce en los Juegos Asiáticos de 1994 en las categorías de +95 kg y abierta.

## Palmarés internacional
| Juegos Asiáticos | Juegos Asiáticos  | Juegos Asiáticos  | Juegos Asiáticos |
| Año              | Lugar             | Medalla           | Categoría        |
| ---------------- | ----------------- | ----------------- | ---------------- |
| 1994             | Hiroshima (Japón) | Medalla de bronce | +95 kg           |
| 1994             | Hiroshima (Japón) | Medalla de bronce | Abierta          |